# Gerhard von Pelet-Narbonne
Gerhard Friedrich von Pelet-Narbonne (* 8. Februar 1840 in Friedeberg; † 11. Oktober 1909 in Charlottenburg) war ein preußischer Generalleutnant und Militärschriftsteller.

## Leben
Gerhard war Angehöriger der zweiten genealogischen Familienlinie des preußischen Adelsgeschlechts von Pelet. Er war ein Sohn des Karl Ferdinand Friedrich von Pelet (1812–1885), Gutsbesitzer auf Polanowice im westpreußischen Kreis Hohensalza, und dessen erster Ehefrau Agnes von Witzleben. Die Ehe der Eltern wurde geschieden. Der spätere Generalleutnant Raimund von Pelet-Narbonne (1856–1914) ist ein Halbbruder aus der zweiten Ehe des Vaters mit Johanna Vjerk, aus Norwegen stammend. Der Generalmajor Karl von Pelet ist ein Onkel des Vaters. 1866 wurde in Baden-Baden die Namensführung von Pelet-Narbonne via preußischen Dekret genehmigt.
Nach seiner Erziehung im Kadettenkorps wurde Pelet-Narbonne am 2. Mai 1857 als charakterisierter Portepeefähnrich im 4. Ulanen-Regiment der Preußischen Armee angestellt. Er avancierte im Februar 1858 zum Sekondeleutnant, absolvierte die Kriegsakademie und nahm 1866 als Adjutant beim Generalkommando des II. Armee-Korps am Deutschen Krieg teil. Als Rittmeister im 6. Ulanen-Regiment kämpfte Pelet-Narbonne 1870/71 im Krieg gegen Frankreich. Von 1875 bis 1878 war er im Kriegsministerium tätig, stieg bis 1881 zum Oberstleutnant auf und wurde Kommandeur des Hannoverschen Husaren-Regiments Nr. 15. Daran schlossen sich Verwendungen als Kommandeur der 15., 30. und der 33. Kavallerie-Brigade an, bis man ihn am 29. Juni 1891 mit der Führung der 1. Division in Königsberg beauftragte. Im gleichen Jahr wurde Pelet-Narbonne mit der Beförderung zum Generalleutnant zum Kommandeur der Division ernannt. In dieser Eigenschaft erhielt er 1893 den Kronenorden I. Klasse und nahm am 14. Mai 1894 seinen Abschied.
Bereits während seiner aktiven Dienstzeit hatte sich Pelet-Narbonne als Militärschriftsteller betätigt. Er publizierte u. a. im Militär-Wochenblatt und war Herausgeber der durch Heinrich von Löbell ins Leben gerufenen Jahresberichte über die Veränderungen und Fortschritte im Militärwesen.
Wer deutsch fühle und ein nationales Herz habe, dürfe weder die Sozialdemokraten noch die Zentrumspartei wählen, meinte Pelet-Narbonne vor den Reichstagswahlen 1907.

## Familie
Gerhard von Pelet-Narbonne heiratete in Erfurt Klementine Bartels. Das Ehepaar hatte drei Kinder, Eberhard wurde Militär, Frieda starb ein Jahr nach der Geburt, und Alice, die den Marine-Offizier Karl von Schönberg heiratete.

## Schriften
- Der Kavalleriedienst und die Wehrkräfte des Deutschen Reiches. E. S. Mittler & Sohn, Berlin 1881.
- Der Kavallerie-Unteroffizier im inneren Dienst der Eskadron. E. S. Mittler & Sohn, Berlin 1884.
- Das Exerzir-Reglement der Kavallerie. E. S. Mittler & Sohn, Berlin 1885.
- Leitfaden für den Kavalleristen bei seinem Verhalten in und außer dem Dienste. E. S. Mittler & Sohn, Berlin 1887.
- Über Erziehung und Führung der Cavallerie, sowie Übungen gemischter Truppen im Gelände. E. S. Mittler & Sohn, Berlin 1894.[3]
- Deutsche Heerführer. 1911. (Posthum)